# 오레야나주

오레야나 주의 위치

오레야나주(스페인어: Provincia de Orellana)는 에콰도르 동부에 위치한 주로 주도는 푸에르토프란시스코데오레야나이며 면적은 21,692.10km2, 인구는 136,396명(2010년 기준), 인구 밀도는 6.3명/km2이다. 1998년 7월 28일에 신설되었으며 4개 지방 자치체를 관할한다. 북쪽으로는 수쿰비오스 주, 서쪽으로는 나포 주, 남쪽으로는 파스타사 주와 접하며 동쪽으로는 페루와 국경을 접한다.

주기